# Acemya acuticornis
Acemya acuticornis là một loài ruồi trong họ Tachinidae.